# Chatra
Chatra è una suddivisione dell'India, classificata come municipality, di 41.990 abitanti, capoluogo del distretto di Chatra, nello stato federato del Jharkhand. In base al numero di abitanti la città rientra nella classe III (da 20.000 a 49.999 persone).

## Geografia fisica
La città è situata a 24° 13' 0 N e 84° 52' 0 E e ha un'altitudine di 426 m s.l.m..

## Società

### Evoluzione demografica
Al censimento del 2001 la popolazione di Chatra assommava a 41.990 persone, delle quali 22.331 maschi e 19.659 femmine. I bambini di età inferiore o uguale ai sei anni assommavano a 7.086, dei quali 3.600 maschi e 3.486 femmine. Infine, coloro che erano in grado di saper almeno leggere e scrivere erano 27.409, dei quali 15.950 maschi e 11.459 femmine.